# 1re étape du Tour de France 2005
Pour un article plus général, voir Tour de France 2005.
La première étape du Tour de France 2005 s'est déroulée le 2 juillet 2005 en contre-la-montre entre Fromentine et l'île de Noirmoutier sur une distance de 19 km.
Trop long pour être un prologue (elle dépasse 10 km), cette première journée de course est considérée comme un contre-la-montre court. Elle a été remportée par l'Américain David Zabriskie qui prend ce jour-là par la même occasion le maillot jaune. Il devance de 2 secondes son compatriote Lance Armstrong. À noter que ce dernier a rattrapé Jan Ullrich parti une minute avant lui et a pris une importante avance, supérieure à la minute, sur ses principaux rivaux. Il impose dès cette première étape son empreinte et démontre son envie d'accrocher un septième Tour de France à son palmarès.
Zabriskie est déclassé en 2012, après avoir avoué s'être dopé.

## Classement de l'étape
| \| Classement de l'étape \| Classement de l'étape \| Classement de l'étape \| Classement de l'étape \| Classement de l'étape \| \| Coureur \| Coureur \| Pays \| Équipe \| Temps \| \| --------------------- \| ------------------------- \| --------------------- \| ------------------------------ \| --------------------- \| \| 1er \| David Zabriskie \| États-Unis \| CSC \| DQ \| \| 2e \| Lance Armstrong \| États-Unis \| Discovery Channel \| DQ \| \| 3e \| Alexandre Vinokourov \| Kazakhstan \| T-Mobile \| + 53 s \| \| 4e \| George Hincapie \| États-Unis \| Discovery Channel \| DQ \| \| 5e \| László Bodrogi \| Hongrie \| Crédit Agricole \| + 59 s \| \| 6e \| Floyd Landis \| États-Unis \| Phonak Hearing Systems \| + 1 min 02 s \| \| 7e \| Fabian Cancellara \| Suisse \| Fassa Bortolo \| + 1 min 02 s \| \| 8e \| Jens Voigt \| Allemagne \| CSC \| + 1 min 04 s \| \| 9e \| Vladimir Karpets \| Russie \| Illes Balears-Caisse d'Épargne \| + 1 min 05 s \| \| 10e \| Igor González de Galdeano \| Espagne \| Liberty Seguros-Würth \| + 1 min 06 s \| |                           |            |                                |              |
| |                           |            |                                |              |
| |                           |            |                                |              |
| Classement de l'étape |                           |            |                                |              |
| Coureur | Coureur                   | Pays       | Équipe                         | Temps        |
| 1er | David Zabriskie           | États-Unis | CSC                            | DQ           |
| 2e | Lance Armstrong           | États-Unis | Discovery Channel              | DQ           |
| 3e | Alexandre Vinokourov      | Kazakhstan | T-Mobile                       | + 53 s       |
| 4e | George Hincapie           | États-Unis | Discovery Channel              | DQ           |
| 5e | László Bodrogi            | Hongrie    | Crédit Agricole                | + 59 s       |
| 6e | Floyd Landis              | États-Unis | Phonak Hearing Systems         | + 1 min 02 s |
| 7e | Fabian Cancellara         | Suisse     | Fassa Bortolo                  | + 1 min 02 s |
| 8e | Jens Voigt                | Allemagne  | CSC                            | + 1 min 04 s |
| 9e | Vladimir Karpets          | Russie     | Illes Balears-Caisse d'Épargne | + 1 min 05 s |
| 10e | Igor González de Galdeano | Espagne    | Liberty Seguros-Würth          | + 1 min 06 s |

Les Américain David Zabriskie, Lance Armstrong et George Hincapie sont déclassés en 2012.

## Classement général
| \| Classement général \| Classement général \| Classement général \| Classement général \| Classement général \| \| Coureur \| Coureur \| Pays \| Équipe \| Temps \| \| ------------------ \| ------------------------- \| ------------------ \| ------------------------------ \| ------------------ \| \| 1er \| David Zabriskie \| États-Unis \| CSC \| DQ \| \| 2e \| Lance Armstrong \| États-Unis \| Discovery Channel \| DQ \| \| 3e \| Alexandre Vinokourov \| Kazakhstan \| T-Mobile \| + 53 s \| \| 4e \| George Hincapie \| États-Unis \| Discovery Channel \| DQ \| \| 5e \| László Bodrogi \| Hongrie \| Crédit Agricole \| + 59 s \| \| 6e \| Floyd Landis \| États-Unis \| Phonak Hearing Systems \| + 1 min 02 s \| \| 7e \| Fabian Cancellara \| Suisse \| Fassa Bortolo \| + 1 min 02 s \| \| 8e \| Jens Voigt \| Allemagne \| CSC \| + 1 min 04 s \| \| 9e \| Vladimir Karpets \| Russie \| Illes Balears-Caisse d'Épargne \| + 1 min 05 s \| \| 10e \| Igor González de Galdeano \| Espagne \| Liberty Seguros-Würth \| + 1 min 06 s \| |                           |            |                                |              |
| |                           |            |                                |              |
| |                           |            |                                |              |
| Classement général |                           |            |                                |              |
| Coureur | Coureur                   | Pays       | Équipe                         | Temps        |
| 1er | David Zabriskie           | États-Unis | CSC                            | DQ           |
| 2e | Lance Armstrong           | États-Unis | Discovery Channel              | DQ           |
| 3e | Alexandre Vinokourov      | Kazakhstan | T-Mobile                       | + 53 s       |
| 4e | George Hincapie           | États-Unis | Discovery Channel              | DQ           |
| 5e | László Bodrogi            | Hongrie    | Crédit Agricole                | + 59 s       |
| 6e | Floyd Landis              | États-Unis | Phonak Hearing Systems         | + 1 min 02 s |
| 7e | Fabian Cancellara         | Suisse     | Fassa Bortolo                  | + 1 min 02 s |
| 8e | Jens Voigt                | Allemagne  | CSC                            | + 1 min 04 s |
| 9e | Vladimir Karpets          | Russie     | Illes Balears-Caisse d'Épargne | + 1 min 05 s |
| 10e | Igor González de Galdeano | Espagne    | Liberty Seguros-Würth          | + 1 min 06 s |

Les Américains David Zabriskie, Lance Armstrong et George Hincapie sont déclassés en 2012.

## Classements annexes
| Classement par points | Classement par points | Classement par points | Classement par points | Classement par points |
| Coureur               | Coureur               | Pays                  | Équipe                | Points                |
| --------------------- | --------------------- | --------------------- | --------------------- | --------------------- |
| 1er                   | David Zabriskie       | États-Unis            | CSC                   | DQ                    |
| 2e                    | Lance Armstrong       | États-Unis            | Discovery Channel     | DQ                    |
| 3e                    | Alexandre Vinokourov  | Kazakhstan            | T-Mobile              | 10 pts                |
| 4e                    | George Hincapie       | États-Unis            | Discovery Channel     | DQ                    |
| 5e                    | László Bodrogi        | Hongrie               | Crédit Agricole       | 6 pts                 |

| Classement par points | Classement par points | Classement par points | Classement par points | Classement par points |
| Coureur               | Coureur               | Pays                  | Équipe                | Points                |
| --------------------- | --------------------- | --------------------- | --------------------- | --------------------- |
| 1er                   | David Zabriskie       | États-Unis            | CSC                   | DQ                    |
| 2e                    | Lance Armstrong       | États-Unis            | Discovery Channel     | DQ                    |
| 3e                    | Alexandre Vinokourov  | Kazakhstan            | T-Mobile              | 10 pts                |
| 4e                    | George Hincapie       | États-Unis            | Discovery Channel     | DQ                    |
| 5e                    | László Bodrogi        | Hongrie               | Crédit Agricole       | 6 pts                 |

| Classement du meilleur jeune | Classement du meilleur jeune | Classement du meilleur jeune | Classement du meilleur jeune   | Classement du meilleur jeune |
| Coureur                      | Coureur                      | Pays                         | Équipe                         | Temps                        |
| ---------------------------- | ---------------------------- | ---------------------------- | ------------------------------ | ---------------------------- |
| 1er                          | Fabian Cancellara            | Suisse                       | Fassa Bortolo                  | 21 min 53 s                  |
| 2e                           | Vladimir Karpets             | Russie                       | Illes Balears-Caisse d'Épargne | + 3 s                        |
| 3e                           | Yaroslav Popovych            | Ukraine                      | Discovery Channel              | + 16 s                       |
| 4e                           | Luis León Sánchez            | Espagne                      | Liberty Seguros-Würth          | + 37 s                       |
| 5e                           | Andriy Grivko                | Ukraine                      | Domina Vacanze-De Nardi        | + 44 s                       |

| Classement du meilleur jeune | Classement du meilleur jeune | Classement du meilleur jeune | Classement du meilleur jeune   | Classement du meilleur jeune |
| Coureur                      | Coureur                      | Pays                         | Équipe                         | Temps                        |
| ---------------------------- | ---------------------------- | ---------------------------- | ------------------------------ | ---------------------------- |
| 1er                          | Fabian Cancellara            | Suisse                       | Fassa Bortolo                  | 21 min 53 s                  |
| 2e                           | Vladimir Karpets             | Russie                       | Illes Balears-Caisse d'Épargne | + 3 s                        |
| 3e                           | Yaroslav Popovych            | Ukraine                      | Discovery Channel              | + 16 s                       |
| 4e                           | Luis León Sánchez            | Espagne                      | Liberty Seguros-Würth          | + 37 s                       |
| 5e                           | Andriy Grivko                | Ukraine                      | Domina Vacanze-De Nardi        | + 44 s                       |

| Classement par équipes | Classement par équipes | Classement par équipes | Classement par équipes |
| Équipe                 | Équipe                 | Pays                   | Temps                  |
| ---------------------- | ---------------------- | ---------------------- | ---------------------- |
| 1re                    | CSC                    | Danemark               | 1 h 04 min 44 s        |
| 2e                     | Discovery Channel      | États-Unis             | + 4 s                  |
| 3e                     | Phonak Hearing Systems | Suisse                 | + 1 min 33 s           |
| 4e                     | Gerolsteiner           | Allemagne              | + 1 min 42 s           |
| 5e                     | T-Mobile               | Allemagne              | + 1 min 51 s           |

| Classement par équipes | Classement par équipes | Classement par équipes | Classement par équipes |
| Équipe                 | Équipe                 | Pays                   | Temps                  |
| ---------------------- | ---------------------- | ---------------------- | ---------------------- |
| 1re                    | CSC                    | Danemark               | 1 h 04 min 44 s        |
| 2e                     | Discovery Channel      | États-Unis             | + 4 s                  |
| 3e                     | Phonak Hearing Systems | Suisse                 | + 1 min 33 s           |
| 4e                     | Gerolsteiner           | Allemagne              | + 1 min 42 s           |
| 5e                     | T-Mobile               | Allemagne              | + 1 min 51 s           |